# خورشیدگرفتگی ۲۴ آوریل ۱۸۱۹
خورشیدگرفتگی ۲۴ آوریل ۱۸۱۹ (به انگلیسی: Solar eclipse of 24 April 1819) یک خورشیدگرفتگی از نوع خورشیدگرفتگی جزئی بود. این خورشیدگرفتگی در تاریخ  ۲۴ آوریل ۱۸۱۹ روی داد که زمان اوج آن، ساعت ۱۱:۳۱:۵۹ به‌وقت ساعت هماهنگ جهانی بوده‌است.